# Goudet
Goudet là một xã thuộc tỉnh Haute-Loire nam trung bộ nước Pháp. Xã Goudet nằm ở khu vực có độ cao trung bình 770 mét trên mực nước biển.